# Marc André Souchay (Kaufmann, 1759)

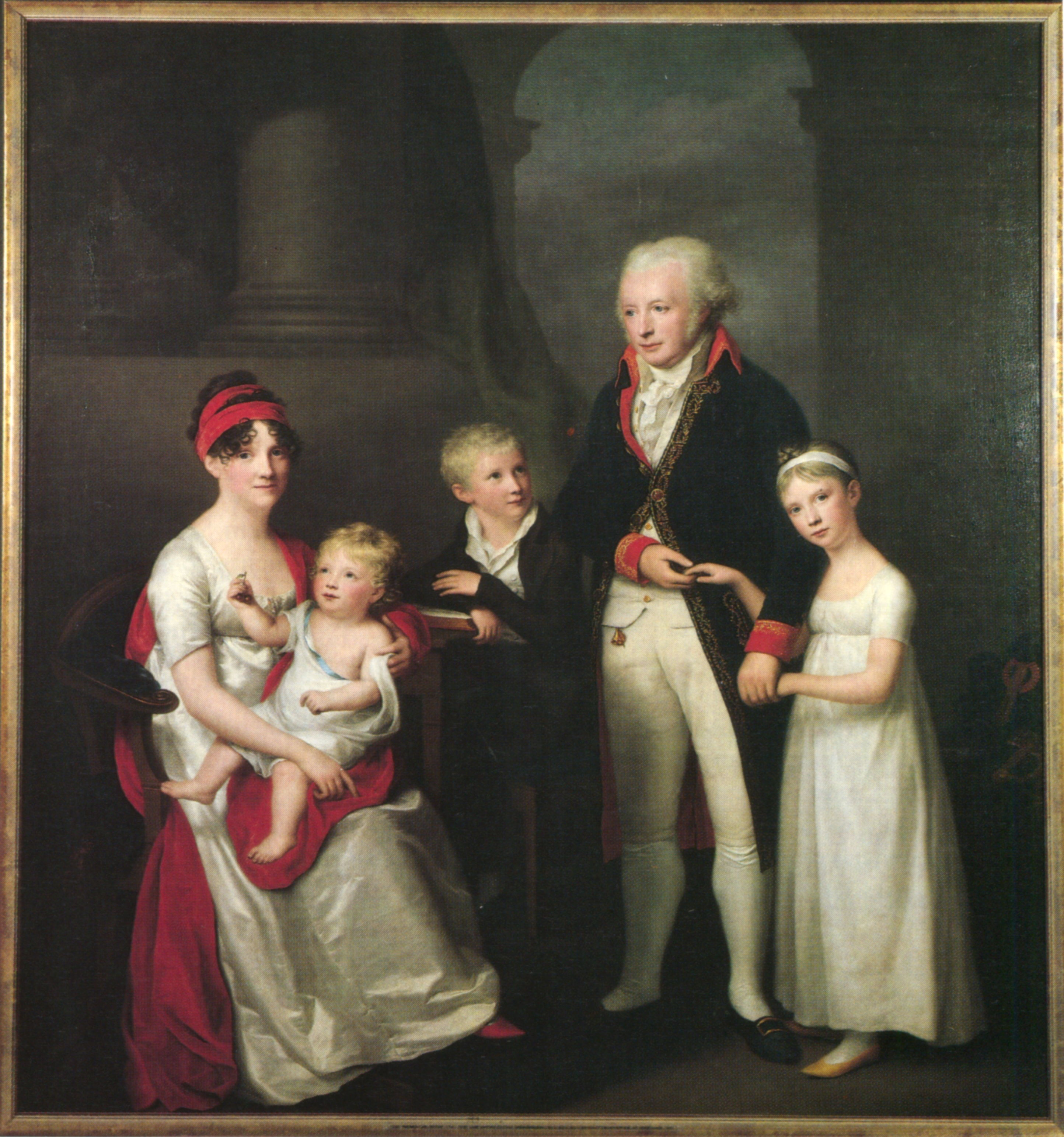
Friedrich Carl Gröger: Marc André Souchay und Familie (um 1805)

Marc André Souchay (* 20. Juli 1759 in Hanau; † 31. März 1814 in Lübeck) war ein deutscher Kaufmann.

## Leben
Marc André Souchay stammte aus der wohlhabenden hugenottischen Familie Souchay, die Anfang des 18. Jahrhunderts aus Frankreich nach Hanau gekommen war. Er war das neunte Kind und der fünfte Sohn des Goldschmieds Esaïe Souchay (* 1723 in Hanau; † 1791 in Lübeck) und dessen Frau Anne Petronelle, geb. Varlut (1725–1769). Der Frankfurter Tuchhändler Cornelius Carl Souchay war sein Cousin.
Von 1775 bis 1779 machte Souchay eine Kaufmannslehre in Mülhausen. Danach war er in Eisenach tätig. 1782 kam er nach Lübeck, wo bereits seine Schwester Jeanne Wilhelmine (1746–1818) als Frau von Röttger Ganslandt (1740–1786) und Mutter des späteren Senators Röttger Ganslandt lebte. Gefördert durch die kleine, aber sehr erfolgreiche Gruppe reformierter Kaufleute in Lübeck, insbesondere durch den preußischen Konsul Johann Hinrich Platzmann, konnte er sich 1788 mit einer Export/Import-Großhandlung selbständig machen. 1790 erlangte er das Lübecker Bürgerrecht. 
Souchays Unternehmen, das bis nach Russland tätig war, war sehr erfolgreich. Von 1802 bis 1808 war er französischer Konsul, was ihn bei der Besetzung der Stadt durch französische Truppen nach der Schlacht von Lübeck im November 1806 vor Plünderung und Schäden bewahrte. Allerdings litt sein Geschäft unter der folgenden Lübecker Franzosenzeit, und er verlor viel Geld 1810 im Bankrott von Mattheus Rodde. Dennoch blieb er einer der reichsten Kaufleute Lübecks. Er besaß zunächst das Haus Königstraße 83, das er 1804 mit Gewinn verkaufte, und erwarb dann das große Haus Johannisstraße (heute Dr.-Julius-Leber-Straße) 50, das später für den Komplex des Gewerkschaftshauses abgebrochen wurde. 1803/05 ließ er das Haus Bäckerstr. 21 in der Vorstadt St. Jürgen nach Plänen des dänischen Architekten Joseph Christian Lillie als Sommerhaus erbauen.
Souchay war seit 1794 verheiratet mit der aus Hamburg stammenden Cornelie, geb. Hugues (1768–1838). Sie erwarb als Witwe 1823 das Gut Krempelsdorf als Sommersitz. Das Paar hatte fünf Kinder, von denen aber nur zwei das Erwachsenenalter erreichten: Cornelia (1795–1829), die den Frankfurter Kaufmann Jonas Mylius (1787–1866) heiratete, und Marc André (1796–1868), der seine Cousine Elisabeth Louise Betty, geb. Ganslandt (1806–1842) heiratete und seinerseits der Vater von Theodor Souchay war.

## Erinnerung

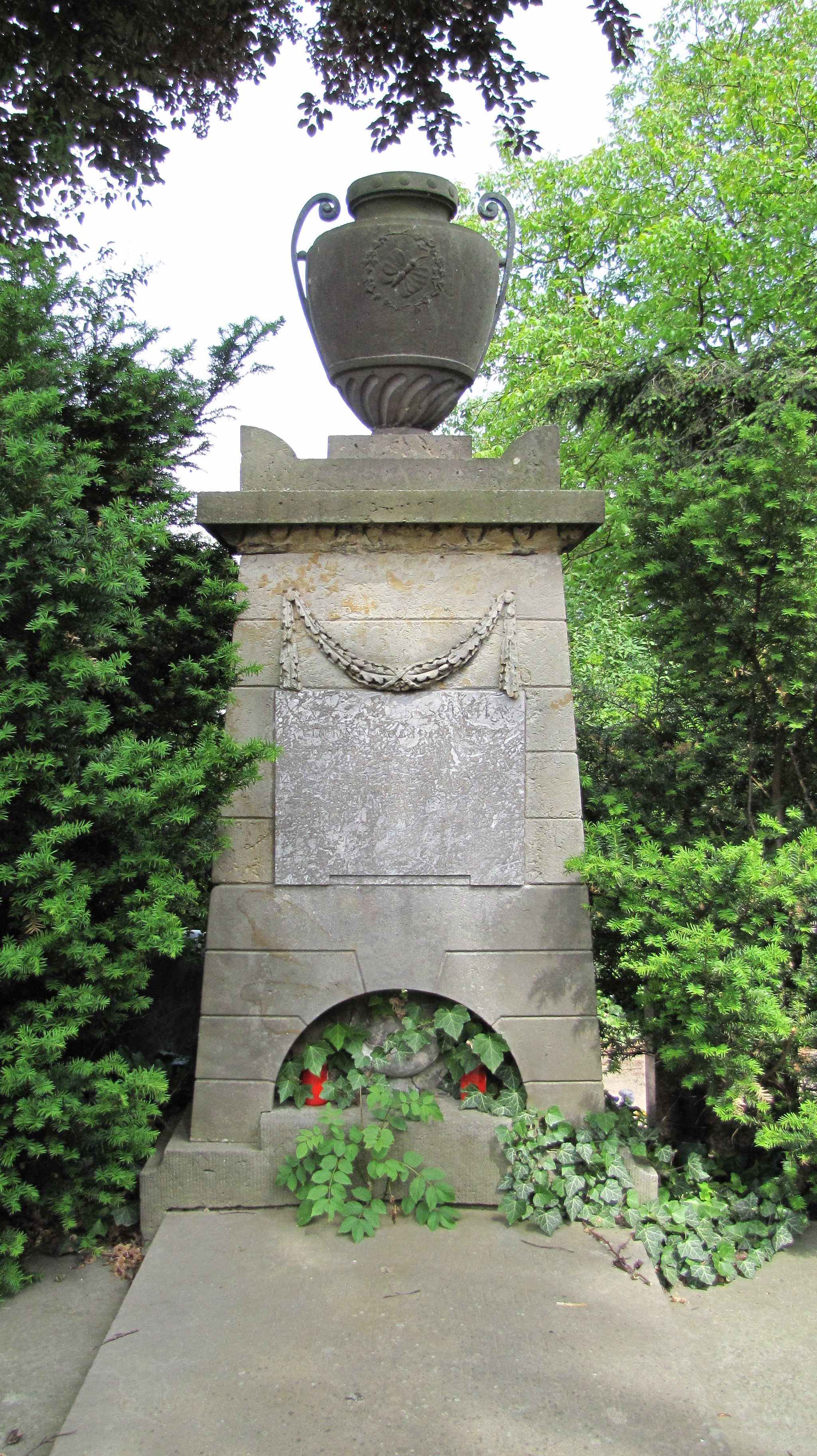
Grabmal

Marc-André Souchay wurde auf dem Friedhof an der St.-Jürgen-Kapelle beigesetzt. Sein von Joseph Christian Lillie entworfenes klassizistisches Grabmal ist erhalten und steht unter Denkmalschutz. 
An Marc André Souchay und seine Familie erinnert die Souchaystraße in der Nähe des Herrenhauses Krempelsdorf in Lübeck-St. Lorenz.